# 2717 Теллерво
2717 Теллерво (2717 Tellervo) — астероїд головного поясу, відкритий 29 листопада 1940 року.
Тіссеранів параметр щодо Юпітера — 3,621.